# Hennow Ludwig von Barfus
Hennow Ludwig von Barfus, Vorname auch Henno und Höno, Familienname auch Barfuß, (* um 1720; † 7. März 1782) war Bürgermeister und städtischer Landrat von Stargard in Pommern.
Er stammte aus der uradligen altmärkischen Familie Barfus. Sein Vater Reinhard Bernhard Friedrich von Barfus (* 1682) war Hauptmann und Erbherr auf Kunersdorf. Seine Mutter war eine geborene von Bredow. Sein älterer Bruder Albrecht Siegmund Friedrich von Barfus (* 1710; † 1754) wurde Landrat des Kreises Oberbarnim.
Hennow Ludwig von Barfus diente in der preußischen Armee, aus der er wegen einer Verwundung als Leutnant ausschied. Er erhielt zunächst eine Stelle als Salzinspektor in Pommern. Im Jahre 1758 wurde er Bürgermeister und städtischer Landrat der Stadt Stargard in Pommern. Während des Siebenjährigen Krieges wurde Stargard mehrfach von der russischen Armee besetzt, dabei verlor Barfus sein Vermögen und wurde einmal von der russischen Armee als Geisel weggeführt.
Barfus gehörte ab 1775 den Freimaurern an und war zuletzt Meister vom Stuhl der Loge Zum Schild in Stargard. Sein Nachfolger im Amt als Bürgermeister und städtischer Landrat wurde der Stadtsyndikus Johann Gottfried Kirstein.